# Wereldkampioenschap schaatsen allround vrouwen 1937
Het vijfde Wereldkampioenschap schaatsen allround voor vrouwen werd op 30 en 31 januari 1937 verreden op de IJsbaan van Davos, Zwitserland.
Er deden slechts 6 deelneemsters uit vijf landen aan deze editie mee. Naast Zwitserland, Finland, Noorwegen en  Duitsland deed ook Nederland voor het eerst mee in de persoon van Gonne Donker.
Ook dit kampioenschap werd over vier afstanden verreden, respectievelijk de 500m, 3000m, 1000m, en 5000m.
De Noorse Laila Schou Nilsen (1e in 1935) werd voor de tweede keer wereldkampioene, voor de Noorse Synnøve Lie (voor de vijfde keer op het podium na 1933 (2e), '34 (3e), '35 (2e) en '36 (3e) en Verné Lesche (2e in 1934 en '36). Naast Gonne Donker was de Duitse Ruth Hiller de tweede debutante.
Laila Schou Nilsen was de eerste schaatsster die vier afstandsoverwinningen boekte, alle vier in een wereldrecord, op een WK.

## Afstandsmedailles
| Afstand | Goud ·             | Zilver ·    | Brons ·      |
| ------- | ------------------ | ----------- | ------------ |
| 500m    | Laila Schou Nilsen | Synnøve Lie | Verné Lesche |
| 3000m   | Laila Schou Nilsen | Synnøve Lie | Verné Lesche |
| 1000m   | Laila Schou Nilsen | Synnøve Lie | Verné Lesche |
| 5000m   | Laila Schou Nilsen | Synnøve Lie | Verné Lesche |

## Klassement
| Rang   | Schaatsster        | Land           | Punten  | 500m        | 3000m         | 1000m         | 5000m         |
| ------ | ------------------ | -------------- | ------- | ----------- | ------------- | ------------- | ------------- |
| Goud   | Laila Schou Nilsen | Noorwegen      | 207,563 | 46,4 (1) WR | 5.29,6 (1) WR | 1.38,8 (1) WR | 9.28,3 (1) WR |
| Zilver | Synnøve Lie        | Noorwegen      | 213,260 | 49,9 (2)    | 5.31,8 (2)    | 1.42,2 (2)    | 9.29,6 (2)    |
| Brons  | Verné Lesche       | Finland        | 217,347 | 51,2 (3)    | 5.35,5 (3)    | 1.44,9 (3)    | 9.37,8 (3)    |
| 4      | Trudy Rogger       | Zwitserland    | 227,067 | 54,2 (5)    | 5.57,1 (4)    | 1.48,4 (5)    | 9.51,5 (4)    |
| 5      | Gonne Donker       | Nederland      | 231,547 | 52,1 (4)    | 6.13,3 (6)    | 1.48,3 (4)    | 10.30,8 (5)   |
| NS4    | Ruth Hiller        | nazi-Duitsland | 171.567 | 54,9 (6)    | 6.05,8 (5)    | 1.51,4 (6)    | NS            |

* = met val
NC = niet gekwalificeerd
NF = niet gefinisht
NS = niet gestart
DQ = gediskwalificeerd
Vet gezet = kampioenschapsrecord